# Studzieniec (województwo warmińsko-mazurskie)
Studzieniec (niem. Wormen) – wieś w Polsce położona w województwie warmińsko-mazurskim, w powiecie kętrzyńskim, w gminie Korsze.
W latach 1975–1998 miejscowość położona była w województwie olsztyńskim.
Wieś wchodzi w skład sołectwa Sajna Wielka.